# Berliner Bank

Logo bis 2016

Logo bis 2013

Historisches Logo

Die Berliner Bank war ein ab 1950 in West-Berlin bestehendes deutsches Kreditinstitut. 2006 wurde die Bank vom Deutsche-Bank-Konzern erworben und ab 2010 als unselbstständige Niederlassung geführt. 2016 wurde die Marke aufgegeben.

## Geschichte
Die Berliner Bank A.-G. wurde am 21. Juni 1950 im damaligen West-Berlin auf Initiative des damaligen Oberbürgermeisters von West-Berlin Ernst Reuter durch Umwandlung des West-Berliner Berliner Stadtkontors gegründet, das 1945 aus den Berliner Filialen der Reichsbank hervorgegangen war. Alleineigentümer bei Gründung war der Magistrat von Berlin bzw. ab 1. September 1950 das Land Berlin. Vorrangige Aufgabe der Berliner Bank war, den Wiederaufbau der Wirtschaft Berlins zu fördern. 
Ab 1990 hatte die Bank Filialen im gesamten wiedervereinigten Berlin sowie in Potsdam. 
Im Jahr 1992 fusionierte, die aus der Staatsbank der DDR hervorgegangene, Stadtbank Berlin AG mit der Berliner Bank. Dadurch wickelte die Berliner Bank die Altkredite der Stadtbank Berlin für den Berliner Raum ab.
Im Jahr 1994 gründeten die Berliner Bank AG, die Berliner Hypotheken- und Pfandbriefbank und die Landesbank Berlin gemeinsam die Bankgesellschaft Berlin AG, die mehrheitlich im Besitz des Landes Berlin war.
Ab 1. Januar 1999 ging die Berliner Bank AG vollständig auf die Bankgesellschaft Berlin AG über, blieb aber als eigenständige Marke erhalten. Nach dem Berliner Bankenskandal im Jahr 2001 verabschiedete die Bankgesellschaft Berlin AG im Dezember ein Sanierungsprogramm, das durch umfangreiche Hilfen des Landes Berlin eine Insolvenz verhinderte.
Schließlich wurde am 1. Juli 2003 die Berliner Bank zu einer Niederlassung der Landesbank Berlin. Diese änderte zum Jahresanfang 2006 durch das Gesetz über die Berliner Sparkasse und die Umwandlung der Landesbank Berlin in eine Aktiengesellschaft ihre Gesellschaftsform. Die Berliner Bank wurde somit zur Niederlassung der Landesbank Berlin AG.
Ein Beschluss der Europäischen Union bestimmte den Verkauf der Berliner Bank bis Ende 2006. Der Zuschlag ging Mitte Juni 2006 für rund 680 Millionen Euro an die Deutsche Bank. Am 1. Oktober 2006 wurde die Berliner Bank AG & Co. KG als eigenständige Gesellschaft aus der Landesbank Berlin AG ausgegründet. Mit Beginn des Jahres 2007 wurde sie ein Teil des Deutsche-Bank-Konzerns. Ab 1. Juli 2010 firmierte die Berliner Bank als Berliner Bank, Niederlassung der Deutsche Bank Privat- und Geschäftskunden Aktiengesellschaft. Der eigene Markenauftritt blieb zunächst erhalten. Bankleitzahl 100 200 00 (neu: 100 708 48) und Business Identifier Code BEBE DEBB (neu: DEUT DEDB 110) wurden bereits zum 1. Juli 2010 bei der ursprünglichen Gesellschaftseingliederung der Berliner Bank als Filiale der Deutsche Bank aufgelöst.
Im November 2015 gab der Mutterkonzern Deutsche Bank bekannt, die Marke Berliner Bank bis Ende des Jahres 2017 aufzugeben. Am 17. Juli 2016 veröffentlichte die Deutsche Bank eine Liste der zu schließenden Filialen.
Die Marke Berliner Bank wurde zum 7. November 2016 aufgegeben, der Internetauftritt abgeschaltet und die Filialen sukzessive auf die Marke Deutsche Bank umgestellt oder geschlossen. Kunden der Berliner Bank behielten hierbei ihre Bankprodukte, die nun unter der Marke Deutsche Bank laufen.

## Zentrale in der Hardenbergstraße

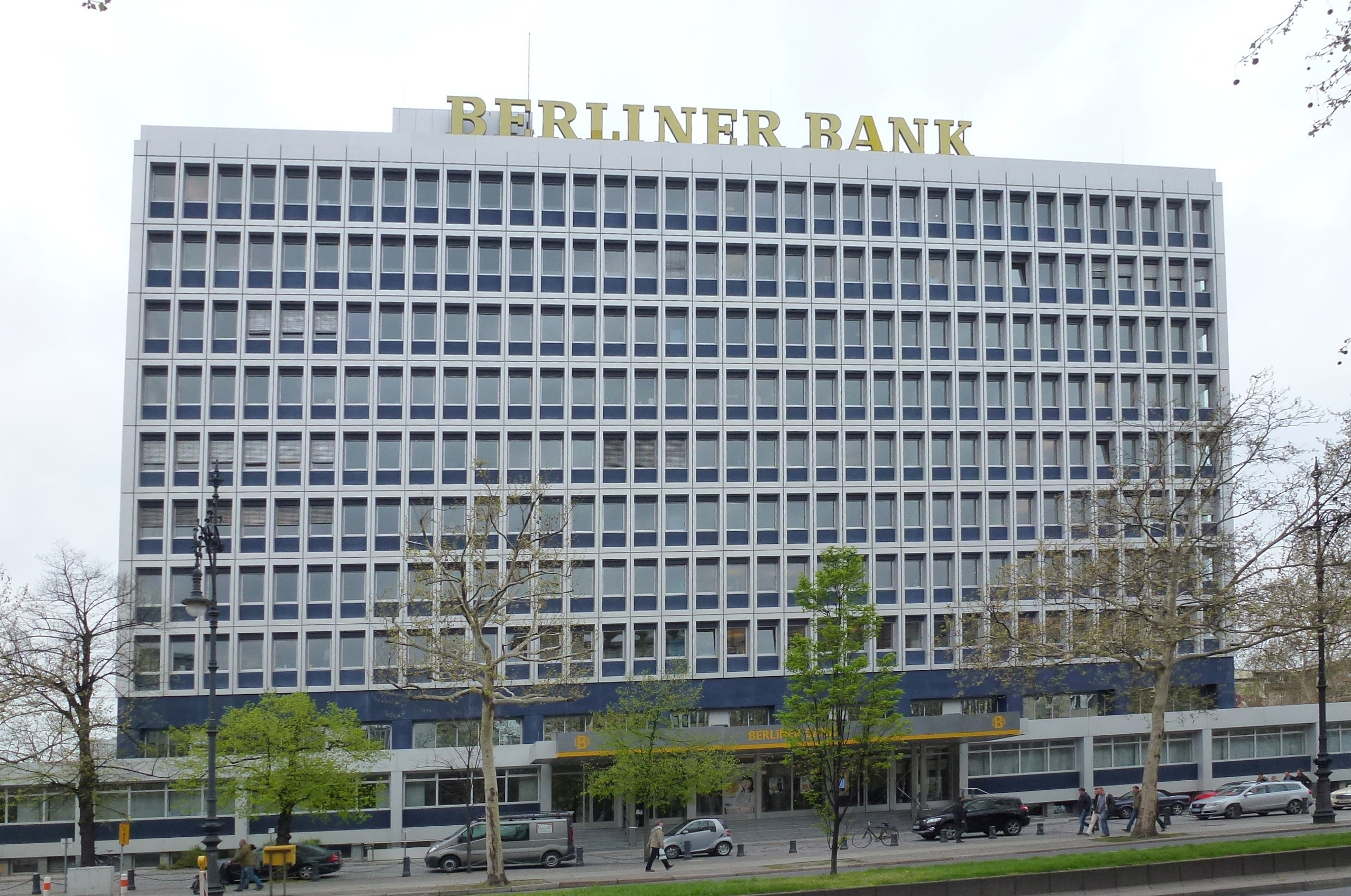
Zentrale Hardenbergstraße 2014

Die Zentrale der Berliner Bank befand sich in der Hardenbergstraße 32 in Berlin-Charlottenburg. Neben dem Sitz der Geschäftsleitung waren in dem Gebäude auch vertriebsunterstützende Abteilungen sowie das Private Banking untergebracht. Das Haus wurde 1951 vom Architekten Gerhard Siegmann errichtet, der zuvor in einem ausgeschriebenen Architekturwettbewerb den ersten Preis gewonnen hatte.